# Einwohnerentwicklung von Wuppertal
Dieser Artikel gibt die Einwohnerentwicklung von Wuppertal tabellarisch wieder.
Am 30. Juni 2011 betrug die „Amtliche Einwohnerzahl“ von Wuppertal nach Fortschreibung des Landesbetriebes Information und Technik NRW 349.596 (nur Hauptwohnsitze und nach Abgleich mit den anderen Landesämtern).

## Einwohnerentwicklung
Im Mittelalter und der frühen Neuzeit hatten Barmen und Elberfeld nur wenige Tausend Einwohner. Die Bevölkerung wuchs nur langsam und ging durch die zahlreichen Kriege, Seuchen und Hungersnöte immer wieder zurück. Erst mit dem Beginn der Industrialisierung im 19. Jahrhundert beschleunigte sich das Bevölkerungswachstum. Im Jahre 1800 lebten in Barmen und Elberfeld jeweils 12.000 Menschen. Beide Städte gehörten damit zur damaligen Zeit zusammen mit Köln, Aachen, Düsseldorf, Trier, Koblenz und Krefeld bereits zu den größeren Städten mit mehr als 10.000 Einwohnern der späteren preußischen Rheinprovinz. Schon 1884 erreichten die Bevölkerungszahlen beider Städte die Grenze von 100.000, wodurch sie zu Großstädten wurden.
Am 1. August 1929 schlossen sich folgende Gemeinden zur Stadt „Barmen-Elberfeld“ (ab 1930 Wuppertal) mit 415.000 Einwohnern zusammen (in Klammern die Einwohnerzahl der Volkszählung vom 16. Juni 1925): Barmen (187.239), Elberfeld (167.025), Vohwinkel (16.105), Cronenberg (14.039) und Ronsdorf (12.526). Eingegliedert wurden auch der Ortsteil Beyenburg der damaligen Stadt Lüttringhausen und Teile von Haan, Wülfrath, Hardenberg-Neviges, Schöller, Gruiten und Gennebreck. Bis 1939 sank die Einwohnerzahl auf 402.000.
Im Zweiten Weltkrieg war Wuppertal das Ziel alliierter Bombardierung. Bei den schwersten Luftangriffen auf Wuppertal im Mai und Juni 1943 starben 6.000 Menschen, etwa die Hälfte der Stadt wurde zerstört. Insgesamt verlor Wuppertal durch Evakuierung, Flucht, Deportationen und Luftangriffe rund 20 Prozent seiner Bewohner (83.463 Personen). Die Einwohnerzahl sank bis Dezember 1945 auf 318.000. Im Jahre 1955 hatte die Stadt wieder so viele Einwohner wie vor dem Krieg.
1963 erreichte die Bevölkerungszahl mit 423.453 ihren historischen Höchststand. Ende 2009 stand die Stadt mit 351.050 Einwohnern unter den deutschen Großstädten an 17., innerhalb Nordrhein-Westfalens an 7. Stelle. Das ist seit 1963 ein Rückgang von 17,1 Prozent (72.403 Personen). Bis 2025 ist laut Bevölkerungsprognose des Landesamtes mit einem weiteren Rückgang auf dann 324.500 Einwohner zu rechnen.
Die folgende Übersicht zeigt die Einwohnerzahlen nach dem jeweiligen Gebietsstand. Bis 1810 handelt es sich meist um Schätzungen, danach um Volkszählungsergebnisse (¹) oder amtliche Fortschreibungen der Stadtverwaltung (bis 1970) und des Statistischen Landesamtes (ab 1971). Die Angaben beziehen sich ab 1834 auf die „Zollabrechnungsbevölkerung“, ab 1871 auf die „Ortsanwesende Bevölkerung“, ab 1925 auf die Wohnbevölkerung und seit 1987 auf die „Bevölkerung am Ort der Hauptwohnung“. Vor 1834 wurde die Einwohnerzahl nach uneinheitlichen Erhebungsverfahren ermittelt.

### Barmen von 1591 bis 1928
(jeweiliger Gebietsstand)
| Jahr | Einwohner                                                                                               |
| ---- | --- |
| 1591 | 1.000                                                                                                   |
| 1640 | 1.900                                                                                                   |
| 1800 | 12.000                                                                                                  |
| 1810 | 16.289                                                                                                  |
| 1816 | 19.031                                                                                                  |
| 1819 | 19.472                                                                                                  |
| 1821 | 19.751 (Gemarke: 8400, Wupperfeld: 1600, Wichlinghausen: 1200, Rittershausen: 1300, Heckinghausen: 700) |

| Jahr | Einwohner |
| ---- | --------- |
| 1822 | 20.268    |
| 1825 | 22.680    |
| 1828 | 25.090    |
| 1831 | 24.288    |
| 1834 | 26.158    |
| 1837 | 27.611    |
| 1840 | 30.847    |
| 1843 | 32.984    |
| 1846 | 34.924    |
| 1849 | 35.989    |

| Jahr | Einwohner |
| ---- | --------- |
| 1852 | 39.233    |
| 1855 | 41.463    |
| 1858 | 44.698    |
| 1861 | 49.976    |
| 1864 | 59.526    |
| 1867 | 64.945    |
| 1871 | 74.384    |
| 1875 | 86.504    |
| 1880 | 95.941    |
| 1885 | 103.068   |

| Jahr | Einwohner |
| ---- | --------- |
| 1890 | 116.144   |
| 1895 | 126.992   |
| 1900 | 141.944   |
| 1905 | 156.080   |
| 1910 | 169.214   |
| 1916 | 144.051   |
| 1917 | 140.566   |
| 1919 | 156.326   |
| 1925 | 187.239   |
| 1928 | 190.929   |

Die Zahlen von 1816 und 1819 sowie die ahlen ab 1822 sind Ergebnisse von Volkszählungen.

### Elberfeld von 1610 bis 1928
(jeweiliger Gebietsstand)
| Jahr | Einwohner |
| ---- | --------- |
| 1610 | 2.500     |
| 1687 | 3.000     |
| 1773 | 7.500     |
| 1780 | 8.695     |
| 1800 | 12.000    |
| 1807 | 16.900    |
| 1810 | 18.783    |
| 1816 | 21.710    |
| 1819 | 22.188    |

| Jahr | Einwohner |
| ---- | --------- |
| 1822 | 23.758    |
| 1834 | 25.418    |
| 1837 | 26.514    |
| 1840 | 31.514    |
| 1843 | 34.956    |
| 1846 | 38.249    |
| 1849 | 38.663    |
| 1852 | 39.944    |
| 1855 | 41.096    |

| Jahr | Einwohner |
| ---- | --------- |
| 1858 | 53.474    |
| 1861 | 56.307    |
| 1864 | 61.995    |
| 1867 | 65.321    |
| 1871 | 71.384    |
| 1875 | 80.589    |
| 1880 | 93.538    |
| 1885 | 106.499   |
| 1890 | 125.899   |

| Jahr | Einwohner |
| ---- | --------- |
| 1895 | 139.337   |
| 1900 | 156.966   |
| 1905 | 162.853   |
| 1910 | 170.195   |
| 1916 | 144.335   |
| 1917 | 139.033   |
| 1919 | 157.218   |
| 1925 | 167.025   |
| 1928 | 173.235   |

Die Zahlen ab 1816 sind Ergebnisse von Volkszählungen.

### Wuppertal von 1929 bis 1944
(jeweiliger Gebietsstand)
| Jahr  | Einwohner |
| ----- | --------- |
| 1929  | 414.951   |
| 1929  | 416.400   |
| 1930  | 414.700   |
| 1931  | 412.700   |
| 1932  | 411.400   |
| 1933¹ | 408.602   |
| 1933  | 409.270   |
| 1934  | 413.050   |

| Jahr  | Einwohner |
| ----- | --------- |
| 1935  | 410.404   |
| 1936  | 408.023   |
| 1937  | 406.303   |
| 1938  | 406.300   |
| 1939¹ | 401.672   |
| 1939  | 405.000   |
| 1940  | 393.486   |

¹ Volkszählungsergebnis
Quelle: Stadt Wuppertal

### Wuppertal von 1945 bis 1989
(jeweiliger Gebietsstand)
| Jahr  | Einwohner |
| ----- | --------- |
| 1945  | 318.209   |
| 1946¹ | 325.846   |
| 1947  | 338.942   |
| 1948  | 350.600   |
| 1949  | 354.046   |
| 1950¹ | 363.224   |
| 1951  | 375.493   |
| 1952  | 82.983    |
| 1953  | 393.684   |
| 1954  | 400.635   |
| 1955  | 405.428   |
| 1956¹ | 406.225   |
| 1956  | 406.653   |
| 1957  | 411.938   |
| 1958  | 416.573   |
| 1959  | 419.638   |
| 1960  | 421.489   |

| Jahr  | Einwohner |
| ----- | --------- |
| 1961¹ | 420.711   |
| 1961  | 422.035   |
| 1962  | 423.103   |
| 1963  | 423.453   |
| 1964  | 421.167   |
| 1965  | 422.461   |
| 1966  | 421.218   |
| 1967  | 413.252   |
| 1968  | 413.122   |
| 1969  | 415.345   |
| 1970¹ | 418.454   |
| 1970  | 417.566   |
| 1971  | 416.699   |
| 1972  | 413.819   |
| 1973  | 409.715   |
| 1974  | 405.144   |
| 1975  | 405.369   |

| Jahr  | Einwohner |
| ----- | --------- |
| 1976  | 401.609   |
| 1977  | 398.729   |
| 1978  | 396.125   |
| 1979  | 394.605   |
| 1980  | 393.381   |
| 1981  | 391.758   |
| 1982  | 387.951   |
| 1983  | 383.775   |
| 1984  | 379.393   |
| 1985  | 376.579   |
| 1986  | 374.217   |
| 1987¹ | 365.662   |
| 1987  | 366.546   |
| 1988  | 371.283   |
| 1989  | 378.312   |

¹ Volkszählungsergebnis
Quellen: Stadt Wuppertal (bis 1970), Landesbetrieb Information und Technik NRW (ab 1971)

### Wuppertal ab 1990
(jeweiliger Gebietsstand)
| Jahr | Einwohner |
| ---- | --------- |
| 1990 | 383.660   |
| 1991 | 385.463   |
| 1992 | 388.102   |
| 1993 | 386.625   |
| 1994 | 383.776   |
| 1995 | 381.884   |
| 1996 | 379.820   |
| 1997 | 376.693   |
| 1998 | 372.218   |
| 1999 | 368.993   |

| Jahr | Einwohner |
| ---- | --------- |
| 2000 | 366.434   |
| 2001 | 364.784   |
| 2002 | 363.522   |
| 2003 | 362.137   |
| 2004 | 361.077   |
| 2005 | 359.237   |
| 2006 | 358.330   |
| 2007 | 356.420   |
| 2008 | 353.308   |
| 2009 | 351.050   |

| Jahr | Einwohner |
| ---- | --------- |
| 2010 | 349.721   |
| 2011 | 342.570   |
| 2012 | 342.885   |
| 2013 | 343.488   |
| 2014 | 345.425   |
| 2015 | 350.046   |
| 2016 | 352.390   |
| 2017 | 353.590   |
| 2018 | 354.382   |
| 2019 | 355.100   |

| Jahr | Einwohner |
| ---- | --------- |
| 2020 | 355.004   |
| 2021 | 354.572   |
| 2022 | 358.568   |
| 2023 | 358.592   |
| 2024 | 358.193   |

Quelle: Landesbetrieb Information und Technik NRW. Datenerhebung zum 31. Dezember des jeweiligen Jahres.

## Bevölkerungsprognose
In ihrem 2006 publizierten „Wegweiser Demographischer Wandel 2020“, in dem die Bertelsmann-Stiftung Daten zur Entwicklung der Einwohnerzahl von 2.959 Kommunen in Deutschland liefert, wird für Wuppertal ein Rückgang der Bevölkerung zwischen 2003 und 2020 um 8,1 Prozent (29.322 Personen) vorausgesagt.
Absolute Bevölkerungsentwicklung 2012–2030 – Prognose für Wuppertal (Hauptwohnsitze):
| Datum | Einwohner |
| ----- | --------- |
| 2012  | 342.860   |
| 2020  | 337.610   |
| 2025  | 332.940   |
| 2030  | 327.660   |

Quelle: Bertelsmann-Stiftung

Vergleich der realen Entwicklung von 1990 bis 2018 mit der nebenstehenden Prognose

Im März 2016 veröffentlichte die Deutsche Postbank AG eine unter Leitung von Michael Bräuninger, Professor an der Helmut-Schmidt-Universität, durchgeführte Studie unter dem Titel Wohnatlas 2016 – Leben in der Stadt, in der für 36 deutsche Großstädte auch eine Bevölkerungsprognose für das Jahr 2030 durchgeführt wird. Sie berücksichtigt auch explizit den Zuzug im Rahmen der Flüchtlingskrise in Deutschland ab 2015. Für Wuppertal wird darin von 2015 bis 2030 trotz Flüchtlingszuzug ein Bevölkerungsrückgang von 4,85 % vorhergesagt.

## Bevölkerungsstruktur
Die größten Gruppen der melderechtlich in Wuppertal registrierten Ausländer kamen am 31. Dezember 2016 aus der Türkei (11.495), Italien (6.550), Syrien / Arabische Republik (6.265), Griechenland (5.765), Polen (5.475), Rumänien (2.750), Marokko (1.955), Serbien ohne Kosovo (1.935), Nord-Mazedonien (1.565),  Irak (1.560). Von der amtlichen Statistik richtigerweise nicht als Ausländer berücksichtigt werden eingebürgerte Personen, als Deutsche in Deutschland geborene Kinder ausländischer Abstammung sowie alle anderen Personen mit deutscher Staatsbürgerschaft.
| Bevölkerung                 | Stand 31. Dezember 2021 |
| --------------------------- | ----------------------- |
| Einwohner mit Hauptwohnsitz | 361.714                 |
| davon männlich              | 179.350                 |
| weiblich                    | 182.391                 |
| Deutsche                    | 283.499                 |
| davon männlich              | 138.178                 |
| weiblich                    | 145.321                 |
| Ausländer                   | 78.242                  |
| davon männlich              | 41.172                  |
| weiblich                    | 37.070                  |
| Ausländeranteil in Prozent  | 21,6                    |

Quelle: „Die Wuppertaler Statistik-Datenbank“

## Altersstruktur

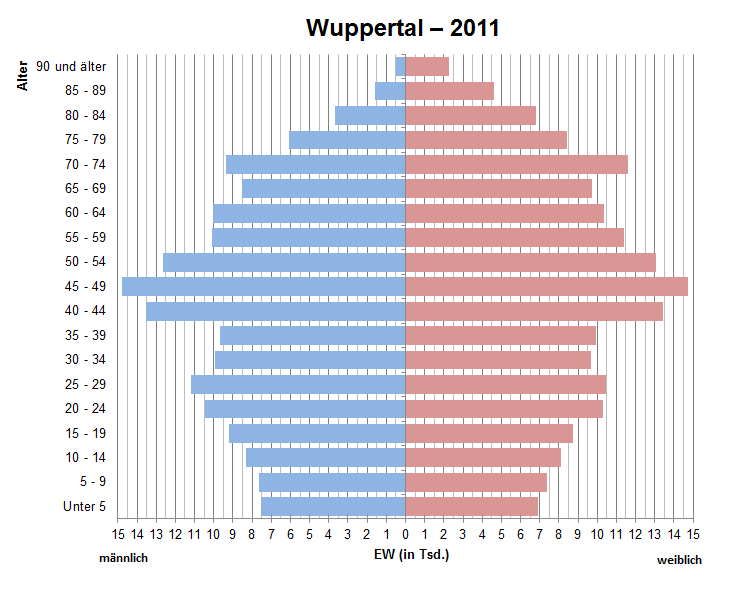
Bevölkerungspyramide für Wuppertal (Datenquelle: Zensus 2011.)

Die folgende Übersicht zeigt die Altersstruktur vom 31. Dezember 2021 (Hauptwohnsitze).
| Alter von – bis | Einwohnerzahl | Anteil in Prozent |
| --------------- | ------------- | ----------------- |
| 0 – 5           | 21.586        | 6,0               |
| 6 – 14          | 30.460        | 8,4               |
| 15 – 17         | 10.495        | 2,9               |
| 18 – 24         | 29.265        | 8,1               |
| 25 – 44         | 94.797        | 26,2              |
| 45 – 59         | 76.031        | 21,0              |
| 60 – 64         | 24.619        | 6,8               |
| 65 – 74         | 35.817        | 9,9               |
| 75 und älter    | 38.671        | 10,7              |
| Gesamt          | 361.714       | 100,0             |

Quelle: „Die Wuppertaler Statistik-Datenbank“